# Stazione meteorologica di Milano Brera
La stazione meteorologica di Milano Brera è la stazione meteorologica di riferimento relativa all'area urbana della città di Milano.

## Caratteristiche
La stazione meteorologica, da sempre di tipo urbano, si trova nell'Italia nord-occidentale, in Lombardia, nel comune di Milano presso lo storico Palazzo Brera, a 122 metri s.l.m. e alle coordinate geografiche 45°28′19″N 9°11′20″E. Essendo attiva fin dal 1763 possiede una delle più lunghe serie storiche termo-pluviometriche italiane.
Da sempre ubicata presso lo storico Palazzo Brera nel corso degli anni ha subito vari piccoli spostamenti e riposizionamenti, pur rimanendo sempre ubicata nel medesimo complesso architettonico, come di seguito elencato:
- Fra il 1763 e il 1834 era ubicata presso l'ala occidentale del palazzo a 131 metri s.l.m.
- Fra il 1835 e il 1963 venne alloggiata presso la vecchia finestra nell'angolo nord-occidentale del complesso architettonico a 145 metri s.l.m. Mentre si trovava in questa ubicazione furono prima introdotti i termometri a scala centigrada (1860) e poi la capannina lignea (1920).[2]
- Tra il 1964 e il 1968 il sensore termometrico fu temporaneamente collocato presso il giardino botanico che si estende di fronte alla facciata meridionale a 121 metri s.l.m.
- Tra il 1968 e il 1987 fu ricollocata presso la precedente ubicazione a 145 metri s.l.m.
- Tra il 1987 e il 1993, in seguito al trasferimento dell'osservatorio meteorologico precedentemente costituito e del personale presso la nuova sede di Piazza del Duomo, le osservazioni furono portate avanti dal personale dell'osservatorio astronomico di Brera con la strumentazione ubicata presso il lato orientale della base della cupola a 143 metri s.l.m.
- Dal 1993 è stata infine posizionata in prossimità della precedente area di ubicazione sul lato nord-occidentale del complesso architettonico a 148 metri s.l.m.

Dal 19 marzo 1990 la stazione meccanica è affiancata da una centralina automatica gestita dall'ARPA Lombardia che, successivamente, ha definitivamente rimpiazzato la vecchia stazione meccanica, dismessa alla fine del 2000, permettendo la continuità delle osservazioni presso la storica ubicazione di Palazzo Brera.

## Medie climatiche

### Dati climatologici 1961-1990
In base alla media trentennale di riferimento (1961-1990) per l'Organizzazione Mondiale della Meteorologia, la temperatura media del mese più freddo, gennaio, è di +3,1 °C mentre quella del mese più caldo, luglio, è di +24,6 °C; valori inferiori si registrano nelle campagne circostanti dove l'effetto "isola di calore" è assente.
Le precipitazioni medie annue sono di 895 mm, mediamente distribuite in 81 giorni, con picco autunnale, massimi secondari primaverile ed estivo e minimo invernale.
| Milano Brera (1961-1990)                             | Mesi   | Mesi   | Mesi   | Mesi   | Mesi   | Mesi   | Mesi   | Mesi   | Mesi  | Mesi  | Mesi   | Mesi   | Stagioni | Stagioni | Stagioni | Stagioni | Anno   |
| Milano Brera (1961-1990)                             | Gen    | Feb    | Mar    | Apr    | Mag    | Giu    | Lug    | Ago    | Set   | Ott   | Nov    | Dic    | Inv      | Pri      | Est      | Aut      | Anno   |
| ---------------------------------------------------- | ------ | ------ | ------ | ------ | ------ | ------ | ------ | ------ | ----- | ----- | ------ | ------ | -------- | -------- | -------- | -------- | ------ |
| T. max. media (°C)                                   | 5,4    | 8,1    | 13,0   | 17,6   | 21,8   | 26,3   | 29,2   | 27,6   | 23,9  | 17,4  | 10,6   | 6,4    | 6,6      | 17,5     | 27,7     | 17,3     | 17,3   |
| T. media (°C)                                        | 3,1    | 5,4    | 9,5    | 13,6   | 17,6   | 21,7   | 24,6   | 23,3   | 20,0  | 14,3  | 8,3    | 4,0    | 4,2      | 13,6     | 23,2     | 14,2     | 13,8   |
| T. min. media (°C)                                   | 0,8    | 2,7    | 6,1    | 9,6    | 13,3   | 17,1   | 19,9   | 19,0   | 16,2  | 11,2  | 6,0    | 1,6    | 1,7      | 9,7      | 18,7     | 11,1     | 10,3   |
| Nuvolosità (okta al giorno)                          | 7      | 6      | 6      | 5      | 5      | 5      | 4      | 4      | 5     | 5     | 7      | 6      | 6,3      | 5,3      | 4,3      | 5,7      | 5,4    |
| Precipitazioni (mm)                                  | 66     | 58     | 80     | 70     | 93     | 69     | 62     | 85     | 66    | 102   | 94     | 50     | 174      | 243      | 216      | 262      | 895    |
| Giorni di pioggia                                    | 7      | 6      | 8      | 7      | 8      | 7      | 5      | 7      | 5     | 7     | 8      | 6      | 19       | 23       | 19       | 20       | 81     |
| Eliofania assoluta (ore al giorno)                   | 2,9    | 3,7    | 4,6    | 5,6    | 6,9    | 7,1    | 8,1    | 7,3    | 5,2   | 4,1   | 2,4    | 2,3    | 3,0      | 5,7      | 7,5      | 3,9      | 5,0    |
| Radiazione solare globale media (centesimi di MJ/m²) | 550    | 860    | 1 360  | 1 730  | 2 040  | 2 260  | 2 270  | 1 930  | 1 430 | 960   | 590    | 430    | 1 840    | 5 130    | 6 460    | 2 980    | 16 410 |
| Vento (direzione-m/s)                                | NW 2,3 | SE 2,4 | SE 2,6 | SE 2,8 | SW 2,7 | SW 2,6 | SW 2,5 | SE 2,4 | E 2,3 | E 2,3 | SE 2,3 | NW 2,2 | 2,3      | 2,7      | 2,5      | 2,3      | 2,4    |

### Dati climatologici 1900-2000
In base alla media secolare (1900-2000), la temperatura media del mese più freddo, gennaio, è di +2,6 °C mentre quella del mese più caldo, luglio, è di +24,7 °C; valori inferiori si registrano nelle campagne circostanti dove l'effetto "isola di calore" è assente.
Le precipitazioni medie annue sono di 983 mm, mediamente distribuite in 105 giorni, con picco autunnale, massimi secondari primaverile ed estivo e minimo invernale.
| Milano Brera (1900-2000) | Mesi | Mesi | Mesi | Mesi | Mesi | Mesi | Mesi | Mesi | Mesi | Mesi | Mesi | Mesi | Stagioni | Stagioni | Stagioni | Stagioni | Anno |
| Milano Brera (1900-2000) | Gen  | Feb  | Mar  | Apr  | Mag  | Giu  | Lug  | Ago  | Set  | Ott  | Nov  | Dic  | Inv      | Pri      | Est      | Aut      | Anno |
| ------------------------ | ---- | ---- | ---- | ---- | ---- | ---- | ---- | ---- | ---- | ---- | ---- | ---- | -------- | -------- | -------- | -------- | ---- |
| T. max. media (°C)       | 5,2  | 8,0  | 13,3 | 18,0 | 23,0 | 27,3 | 30,0 | 28,8 | 24,1 | 17,3 | 10,3 | 6,1  | 6,4      | 18,1     | 28,7     | 17,2     | 17,6 |
| T. media (°C)            | 2,6  | 4,8  | 9,4  | 13,5 | 18,2 | 22,1 | 24,7 | 23,9 | 19,9 | 13,9 | 7,8  | 3,7  | 3,7      | 13,7     | 23,6     | 13,9     | 13,7 |
| T. min. media (°C)       | 0,0  | 1,6  | 5,4  | 9,0  | 13,3 | 16,9 | 19,4 | 18,9 | 15,6 | 10,5 | 5,3  | 1,3  | 1,0      | 9,2      | 18,4     | 10,5     | 9,8  |
| Precipitazioni (mm)      | 53   | 40   | 73   | 88   | 104  | 85   | 72   | 80   | 87   | 120  | 106  | 75   | 168      | 265      | 237      | 313      | 983  |
| Giorni di pioggia        | 7    | 6    | 9    | 10   | 11   | 10   | 7    | 7    | 8    | 12   | 10   | 8    | 21       | 30       | 24       | 30       | 105  |

## Valori estremi

### Temperature estreme mensili dal 1763 ad oggi
Gli estremi termici assoluti registrati dal 1763 sono ad oggi i +38,3 °C del 7 luglio 1902 e dell'11 agosto 2003 e i -17,3 °C del 23 gennaio 1855.
| Milano Brera (1763-2023) | Mesi               | Mesi               | Mesi                   | Mesi              | Mesi              | Mesi                   | Mesi                   | Mesi              | Mesi              | Mesi              | Mesi              | Mesi               | Stagioni | Stagioni | Stagioni | Stagioni | Anno  |
| Milano Brera (1763-2023) | Gen                | Feb                | Mar                    | Apr               | Mag               | Giu                    | Lug                    | Ago               | Set               | Ott               | Nov               | Dic                | Inv      | Pri      | Est      | Aut      | Anno  |
| ------------------------ | ------------------ | ------------------ | ---------------------- | ----------------- | ----------------- | ---------------------- | ---------------------- | ----------------- | ----------------- | ----------------- | ----------------- | ------------------ | -------- | -------- | -------- | -------- | ----- |
| T. max. assoluta (°C)    | 21,8 (31/01/1982)  | 24,8 (15/02/1990)  | 26,8 (29 e 30/03/2012) | 32,5 (09/04/2011) | 34,9 (25/05/2009) | 37,2 (28 e 29/06/1935) | 38,3 (07/07/1902)      | 38,3 (11/08/2003) | 34,5 (06/09/1988) | 30,4 (09/10/2023) | 22,4 (07/11/1979) | 19,6 (27/12/2016)  | 24,8     | 34,9     | 38,3     | 34,5     | 38,3  |
| T. min. assoluta (°C)    | −17,3 (23/01/1855) | −14,1 (15/02/1929) | −6,0 (12/03/1883)      | −1,3 (10/04/1842) | 3,0 (03/05/1850)  | 6,3 (06/06/1918)       | 10,3 (07 e 08/07/1954) | 9,0 (20/08/1863)  | 4,8 (28/09/1877)  | −2,8 (31/10/1869) | −8,1 (29/11/1788) | −14,2 (20/12/1933) | −17,3    | −6,0     | 6,3      | −8,1     | −17,3 |